# Großaitingen
Großaitingen es un municipio alemán, ubicado en el distrito de Augsburgo en la región administrativa de Suabia, en el Estado federado de Baviera. Forma parte y es la sede de la Verwaltungsgemeinschaft de Großaitingen.
Se encuentra a unos 15 km al suroeste de Augsburgo.